# Бенжамен, Жарро
Жа́рро Бе́нжамен (англ. Jarreau Benjamin; род. 5 ноября 1981, Манчестер, Англия, Великобритания) — англо-американский актёр и сценарист, имеющий карибские, французские и ирландские корни. 
Наиболее всего известен по роли монстра Крипера в фильме ужасов «Джиперс Криперс: Возрождённый» (2022).

## Биография
Жарро родился 5 ноября 1981 года в Манчестере, Англия, Великобритания. С юных лет он занимался футболом и преуспел в нём. Отличительной особенностью Жарро является его довольно высокий рост — на данный момент времени он достигает 189 сантиметров в высоту. 
Основное обучение Жарро проходил в средней школе Бернейджа. Став старше, он проходил своё дальнейшее обучение и получил высшее образование в солфордском университете.

## Карьера
Свою первую роль в кино Жарро исполнил в 2010 году, когда он снял и выпустил свой авторский короткометражный фильм под названием «Смок Дог», в котором он исполнил главную роль Джея и выступил основным режиссёром и сценаристом фильма.
В 2012 году Жарро исполнил одну из главных ролей Грини в драматическом криминальном фильме «Манкунианская история».
В 2019 году Жарро исполнил эпизодическую роль Крейга в одном из эпизодов в криминальном драматическом телесериале от телеканала Channel 4 «Главарь».
В период с 2018 по 2024 год Жарро исполнял эпизодические роли неназванного человека, Ли и Нила в популярной британской мыльной опере «Улица Коронации».
В 2022 году Жарро исполнил свою первую центральную роль в кино — он исполнил роль монстра Крипера в фильме ужасов «Джиперс Криперс: Возрождённый», заменив на этой роли Джонатана Брека, который исполнял роль Крипера в трёх предыдущих фильмах франшизы.
В 2024 году Жарро исполнил центральную роль Крейга в криминальном фильме-триллере «Стоик».

## Фильмография
| Год       |     | Русское название                                              | Оригинальное название                           | Роль                          |
| --------- | --- | ------------------------------------------------------------- | ----------------------------------------------- | ----------------------------- |
| 2010      | кор | Смок Дог                                                      | Smoke Dogg                                      | Джей                          |
| 2012      | ф   | Манкунианская история                                         | A Mancunian Story                               | Грини                         |
| 2017      | кор | Большая ночь                                                  | Big Night                                       | Буджи                         |
| 2018—2024 | с   | Улица Коронации                                               | Coronation Street                               | неизвестный человек, Ли, Нил  |
| 2019      | ф   | Красный дьявол                                                | Red Devil                                       | Джо Малон                     |
| 2019      | с   | Главарь                                                       | Top Boy                                         | Крейг                         |
| 2019      | с   | Без гроша                                                     | Brassic                                         | человек в маске               |
| 2020      | с   | Воображаемые миры, настоящие люди                             | Pretend Worlds Real People                      | в роли самого себя            |
| 2020      | ф   | Праведные злодеи                                              | Righteous Villains                              | Рики                          |
| 2021      | кор | Стук                                                          | The Knock                                       | Лил Кев                       |
| 2022      | ф   | Джиперс Криперс: Возрождённый                                 | Jeepers Creepers: Reborn                        | Крипер                        |
| 2023      | ф   | Даты катастроф 2                                              | Disaster Dates 2                                | Бобби                         |
| 2023      | кор | Представьте, если бы чёрные парни просто улыбались друг другу | Imagine If Black Boys Just Smiled at Each Other | восьмой человек               |
| 2024      | ф   | Гильдия убийц                                                 | Assassin's Guild                                | Блэксмит Джонси и Нью Милития |
| 2024      | ф   | Кара                                                          | Cara                                            | Кол                           |
| 2024      | ф   | Стоик                                                         | The Stoic                                       | Патрик                        |